# Absolument fabuleux
Pour plus de détails, voir Fiche technique et Distribution.
Absolument fabuleux est une comédie française écrite et réalisée par Gabriel Aghion, sortie en 2001.
Il s'agit d'une adaptation de la série télévisée britannique Absolutely Fabulous.

## Synopsis
Patsy, qui a un fort penchant pour l'alcool, surtout pour une célèbre marque de champagne, et Eddie, obsédée par ses rondeurs et perpétuellement électrisée par la cocaïne dont elle apaise les effets au moyen d'innombrables somnifères différents, ont jadis fait mai 68 ensemble, mais déjà sur les barricades elles étaient à une place qui n'était pas vraiment la leur. Aujourd'hui, toutes deux arrivées à la cinquantaine, ces féministes enragées continuent à dire non à tout ce qui, selon elles, dégrade le sexe faible : faire la cuisine, vivre aux côtés d'un homme, élever un enfant. Mais le féminisme de mai 68 et des « seventies » n'est plus pour elles qu'une vague nostalgie qui se perd dans leur esprit nébuleux. Eddie a fini par se marier et est devenue la mère d'une ravissante jeune fille bachelière… puis a divorcé mais vit toujours aux crochets de son ex-mari et sous le même toit, la seule dernière cliente de son salon de public relations étant une Chantal Goya perpétuellement tournée en bourrique. Patsy, elle, a préféré rester célibataire et indépendante mais a passé sa vie en égérie vivant au crochet d'innombrables hommes se succédant les uns aux autres au fil des années. Toutes deux, véritables fashion victims, ont aujourd'hui une vie totalement dissolue, complètement « déjantée », résolument excentrique, au grand découragement de la famille d'Eddie. La vie d'Eddie et de Patsy n'est plus que champagne à toute heure du jour et de la nuit, atmosphères envahies de fumée de tabac, joints, cocaïne, toilettes de luxe… et parasitisme par la fréquentation de stars de la mode et du spectacle.
Eddie voudrait entraîner Safrane, sa fille, dans la tornade de ses « valeurs » à des années-lumière du travail et de la vie familiale. Mais celle-ci est encore vierge à 20 ans et prépare le concours d'entrée à Polytechnique. Le mari, qui vit avec un homme, ne supporte plus les frasques permanentes, l'alcoolisme, le grotesque et l'irresponsabilité pathologique de son ex-épouse qui par ailleurs envahit littéralement la maison.

## Fiche technique
- Titre original et francophone : Absolument fabuleux
- Titre international : Absolutely Fabulous
- Réalisation : Gabriel Aghion
- Scénario : Gabriel Aghion, François-Olivier Rousseau, Rémi Waterhouse et Suzanne Durrenberger, d'après la série créée par Jennifer Saunders et Dawn French
- Musique : Nicolas Neidhardt
- Décors : Olivier Radot
- Costumes : Olivier Bériot
- Photographie : François Catonné
- Montage : Maryline Monthieux
- Son : Brigitte Taillandier, Katia Boutin et Vincent Arnardi
- Production : Pascal Houzelot, Jean-Claude Bourlat
- Sociétés de production : Mosca Films, Studiocanal, TF1 Films Production, Sans Contrefaçon Production, Josy Films
- Société de distribution : BAC Films (France)
- Budget : 11 millions d'euros
- Pays d'origine :  France
- Langue originale : français
- Format : couleur - 1,85:1 - Dolby Digital - 35 mm - DTS
- Genre : comédie
- Durée : 105 minutes
- Dates de sortie :
  - France : 29 août 2001 (sortie nationale)

## Distribution
- Josiane Balasko : Edith « Eddie » Mousson
- Nathalie Baye : Patricia « Patsy » Laroche
- Marie Gillain : Safrane Vaudoye
- Vincent Elbaz : Jonathan
- Claude Gensac : Mamie Mousson
- Yves Rénier : Alain Vaudoye
- Chantal Goya : elle-même
- Saïd Taghmaoui : Manu
- Armelle : Cerise
- Stéphane Bern : lui-même
- Tomer Sisley : Kevin
- Christophe Robin : lui-même (caméo)
- Jean-Paul Gaultier : lui-même (caméo)
- Catherine Deneuve : elle-même (caméo)
- Jennifer Saunders : une spectatrice du défilé (caméo)
- Brigitte Fontaine : une spectatrice du défilé (caméo)
- Arnaud Lemaire : lui-même
- Claire Chazal : une spectatrice du défilé (caméo)
- Marie-Christine Bendavid : elle-même